# Goiabeira
Goiabeira is een gemeente in de Braziliaanse deelstaat Minas Gerais. De gemeente telt 3.239 inwoners (schatting 2009).

## Aangrenzende gemeenten
De gemeente grenst aan Conselheiro Pena, Cuparaque en Resplendor.